# Mesogona conspersa
Mesogona conspersa là một loài bướm đêm trong họ Noctuidae.